# Stenoptera
Stenoptera is een geslacht uit de orchideeënfamilie en de onderfamilie Orchidoideae.
Het geslacht telt zeven soorten en is afkomstig uit Zuid-Amerika.

## Naamgeving en etymologie
De botanische naam Stenoptera is een samenstelling van Oudgrieks στενός, stenos (smal) en πτερόν, pteron (vleugel), naar de vorm van de zijdelingse kroonblaadjes.

## Kenmerken
Stenoptera-soorten zijn tamelijk forse terrestrische orchideeën met bundels vezelige tot vlezige wortels en twee rijen groene, ovale tot lijnlancetvormige bladeren in een bladrozet of verspreid op de stengel. Zodra de bladeren volledig ontwikkeld zijn ontstaat vanuit het centrum van het rozet een rechtopstaande, behaarde of met schutblaadjes bezette bloemstengel met een dichte eindstandige aar met talrijke bloemen.
De kleine bloemen zijn niet-geresupineerd (de bloemlip wijst naar boven). De drie kelkblaadjes zijn gelijkvormig, aan de basis gefuseerd tot een smalle buis maar met vrije, teruggebogen toppen. De zijdelingse kroonblaadjes zijn lijnvormig en vrijstaand. De lip is vleziger dan de andere bloemblaadjes, met een dunne rand, lang gesnaveld, en omvat het gynostemium. Het gynostemium is kort, zonder voet en min of meer gebogen, draagt voor aan de top een grote stempel, en omgeeft de meeldraad met een koepelvormig clinander. Het rostellum tussen de stempel en de meeldraad is lang en recht, afgesneden of op een punt eindigend. De meeldraad draagt twee korrelige pollinia op een vormeloos, kleverig viscidium.

## Habitat en verspreiding
Stenoptera-soorten komen vooral voor in de Zuid-Amerikaanse Andes (Colombia, Ecuador en Peru) en in het noorden van Brazilië. Ze groeien voornamelijk in lichte bossen, hoogvlakten (páramo), en open, rotsachtige hellingen tussen 800 en 3.600 m hoogte.

## Taxonomie
Het geslacht telt zeven soorten. De typesoort is Stenoptera peruviana.

### Soortenlijst
- Stenoptera acuta Lindl. (1840)
- Stenoptera ciliaris C.Schweinf. (1941)
- Stenoptera ecuadorana Dodson & C.Vargas (1998)
- Stenoptera huilaensis Garay (1953)
- Stenoptera laxiflora C.Schweinf. (1941)
- Stenoptera montana C.Schweinf. (1941)
- Stenoptera peruviana C.Presl (1827)